# Międzynarodowa Agencja Energii Atomowej
Międzynarodowa Agencja Energii Atomowej, MAEA (ang. International Atomic Energy Agency, IAEA) – organizacja pracująca na rzecz bezpiecznego i pokojowego wykorzystania energii jądrowej.
Agencja ma swoją siedzibę w Wiedniu (Austria). Dodatkowo posiada dwa biura ochrony regionalnej w Toronto (Kanada) i Tokio (Japonia) oraz laboratoria w: Seibersdorfie (Austria), Wiedniu (Austria), Monako i Trieście (Włochy).

## Historia
MAEA została założona jako autonomiczna organizacja 29 lipca 1957 r., a jej dyrektorem generalnym był Sterling Cole (USA). W latach 1997–2009 agencją kierował Muhammad el-Baradei (Egipt), który w 2005 r. odebrał dla swojej organizacji Pokojową Nagrodę Nobla. W 2009 el-Baradei zrezygnował z ubiegania się o wybór na kolejną kadencję. W dniu 2 lipca 2009 r. na stanowisko dyrektora generalnego MAEA został nominowany Yukiya Amano, ambasador Japonii przy MAEA. Dzięki poparciu krajów rozwiniętych pokonał głównego kontrkandydata, Abdula Minty’ego z RPA, uzyskując 23 głosy w 35-osobowej Radzie Naczelnej MAEA. Pierwsze wybory rozpisane na marzec 2009 roku nie wyłoniły następcy el-Baradei, natomiast tuż przed wyborami lipcowymi z rywalizacji wycofał się Ambasador Słowenii przy MAEA, Ernest Petrič.

## Struktura organizacyjna
MAEA jest specjalistyczną agencją ONZ, ale nie działa pod jej ścisłą kontrolą, pomimo że raporty są przedstawiane na Zgromadzeniu Ogólnym oraz Radzie Bezpieczeństwa. Struktura i funkcjonowanie MAEA zawarte są w jej statucie. Agencja składa się z trzech głównych części: Sekretariatu, Rady Naczelnej oraz Konferencji Generalnej.

### Konferencja Generalna
Konferencja Generalna jest najważniejszym organem ustawodawczym w MAEA. W skład wchodzą wszystkie państwa członkowskie. Konferencja Generalna odbywa się corocznie, zazwyczaj we wrześniu, by rozważyć oraz zaakceptować planowany program oraz budżet agencji.

### Rada Gubernatorów
Rada Gubernatorów jest jednym z dwóch ustawodawczych organów MAEA. Składa się ona z 35 państw członkowskich, desygnowanych i wybieranych przez Konferencję Generalną. Rada zbiera się pięć razy do roku: w marcu, w czerwcu, dwa razy we wrześniu (przed i po Konferencji Generalną) oraz w grudniu. Na spotkaniach analizowany jest budżet, program oraz warunki przyjęcia nowych członków.
Członkowie Rady  na rok 2022 – 2023 to:
| - Argentyna - Australia - Brazylia - Bułgaria - Burundi |  | - Kanada - Chiny - Kolumbia - Kostaryka - Czechy |  | - Finlandia - Francja - Niemcy - Gwatemala - Indie |  | - Irlandia - Japonia - Kenia - Korea Południowa - Libia |  | - Namibia - Pakistan - Katar - Rosja - Dania |  | - Arabia Saudyjska - Singapur - Słowenia - RPA - Szwajcaria |  | - Turcja - Wielka Brytania - Stany Zjednoczone Ameryki - Urugwaj - Wietnam |

## Państwa członkowskie i daty wstąpienia do organizacji

Kraje członkowskie MAEA

W 2023 Międzynarodowa Agencja Energii Atomowej liczyła 177 państwa członkowskie.
- 1957 – Afganistan, Albania, Argentyna, Australia, Austria, Białoruś[a], Brazylia, Bułgaria, Kanada, Kuba, Dania, Dominikana, Egipt, Salwador, Etiopia, Francja, Niemcy[a], Grecja, Gwatemala, Haiti, Stolica Apostolska, Węgry, Islandia, Indie, Indonezja, Izrael, Włochy, Japonia, Republika Korei, Monako, Maroko, Birma, Holandia, Nowa Zelandia, Norwegia, Pakistan, Paragwaj, Peru, Polska, Portugalia, Rumunia, Federacja Rosyjska[a], Serbia[a], Afryka Południowa, Hiszpania, Sri Lanka, Szwecja, Szwajcaria, Tajlandia, Tunezja, Turcja, Ukraina[a], Wielka Brytania, Stany Zjednoczone, Wenezuela, Wietnam
- 1958 – Belgia, Ekwador, Finlandia, Iran, Luksemburg, Meksyk, Filipiny, Sudan
- 1959 – Irak
- 1960 – Chile, Kolumbia, Ghana, Senegal, Mali, Demokratyczna Republika Konga
- 1962 – Liberia, Arabia Saudyjska
- 1963 – Algieria, Boliwia, Wybrzeże Kości Słoniowej, Liban, Syria, Urugwaj
- 1964 – Kamerun, Gabon, Kuwejt, Nigeria

| - 1965 – Kostaryka, Cypr, Jamajka, Kenia, Madagaskar - 1966 – Jordania, Panama - 1967 – Sierra Leone, Singapur, Uganda - 1968 – Liechtenstein - 1969 – Malezja, Niger, Zambia - 1970 – Irlandia - 1972 – Bangladesz - 1973 – Mongolia - 1974 – Mauritius - 1976 – Katar, Zjednoczone Emiraty Arabskie, Tanzania - 1977 – Nikaragua - 1983 – Namibia - 1984 – Chiny - 1986 – Zimbabwe - 1992 – Estonia, Słowenia - 1993 – Armenia, Chorwacja, Czechy, Litwa, Słowacja - 1994 – Macedonia, Kazachstan, Wyspy Marshalla, Uzbekistan, Jemen - 1995 – Bośnia i Hercegowina - 1996 – Gruzja - 1997 – Łotwa, Malta, Republika Mołdawii |  | - 1998 – Burkina Faso - 1999 – Angola, Benin - 2000 – Tadżykistan - 2001 – Azerbejdżan, - 2002 – Erytrea, Botswana - 2003 – Honduras, Seszele, Kirgistan - 2004 – Mauretania, Togo - 2005 – Czad - 2006 – Belize, Malawi, Czarnogóra, Mozambik - 2007 – Bahrajn, Burundi, Wyspy Zielonego Przylądka, Nepal, Palau, Republika Konga - 2008 – Nepal, Palau, Papua-Nowa Gwinea - 2009 – Bahrajn, Burundi, Kambodża*, Kongo, Lesotho, Oman, Rwanda - 2011 – Laos, Tonga - 2012 – Dominika, Fidźi, Papua-Nowa Gwinea, Rwanda, Togo, Trinidad i Tobago - 2013 – Suazi, San Marino - 2014 – Bahamy, Brunei, Komory - 2015 – Antigua i Barbuda, Barbados, Dżibuti, Gujana, Vanuatu - 2016 – Saint Lucia, Gambia, Turkmenistan - 2017 – Saint Vincent i Grenadyny - 2018 – Grenada - 2019 – Saint Lucia - 2020 – Komory - 2021 – Samoa |

- Kambodża, dołączyła do MAEA w 1958, wycofała się z Agencji 26 marca 2003, po czym ponownie przystąpiła do Agencji 23 listopada 2009.

## Dyrektorzy generalni w historii MAEA
- Sterling Cole: 1957–1961
- Sigvard Eklund: 1961–1981
- Hans Blix: 1981–1997
- Muhammad el-Baradei: 1997–2009
- Yukiya Amano: 2009–2019
- Rafael Mariano Grossi: od 2019[7]